# نمرود (آلبوم)
«نمرود» (به انگلیسی: Nimrod) آلبومی از گرین دی است که در ۱۴ اکتبر ۱۹۹۷ منتشر شد.